# Ergasilus foresti
Ergasilus foresti is een eenoogkreeftjessoort uit de familie van de Ergasilidae. De wetenschappelijke naam van de soort is voor het eerst geldig gepubliceerd in 2002 door Boxshall, Araujo & Montu.